# Tradução de escrituras egípcias antigas

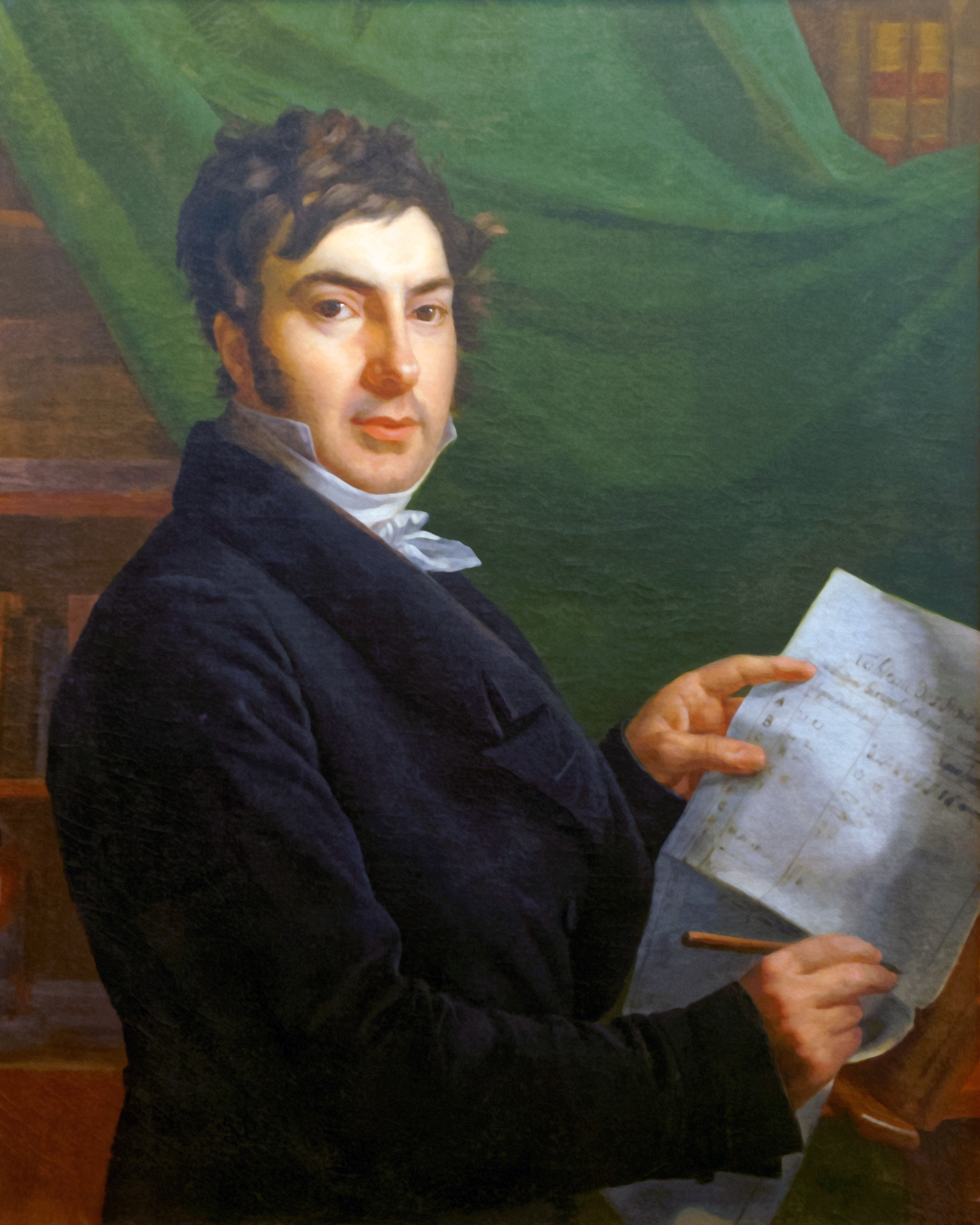
Jean-François Champollion em 1823, segurando sua lista de sinais fonéticos hieroglíficos

Os sistemas de escrita usados no Egito antigo foram decifrados no início do século XIX através do trabalho de vários estudiosos europeus, especialmente Jean-François Champollion e Thomas Young. A escrita egípcia, que incluía escrituras hieroglíficas, hieráticas e demóticas, deixou de ser entendida a partir séculos IV e V D.C. O conhecimento dessas escrituras a partir das gerações posteriores foi baseado no trabalho de autores gregos e romanos, cujo entendimento era defeituoso. Assim, acreditava-se amplamente que as escrituras egípcias eram exclusivamente ideográficas, representando ideias ao invés de sons e até mesmo que os hieróglifos fossem um roteiro esotérico e místico, e não um meio de gravar uma língua falada. Algumas tentativas de tradução por estudiosos islâmicos e europeus na Idade Média e na Renascença reconheceram que as escrituras podem ter um componente fonético, mas a percepção dos hieróglifos como ideográficos dificultou os esforços para entendê-los no final do século XVIII.